# Balistes ellioti
Balistes ellioti is een  straalvinnige vissensoort uit de familie van trekkervissen (Balistidae). De wetenschappelijke naam van de soort is voor het eerst geldig gepubliceerd in 1889 door Day.